# Lapageria rosea

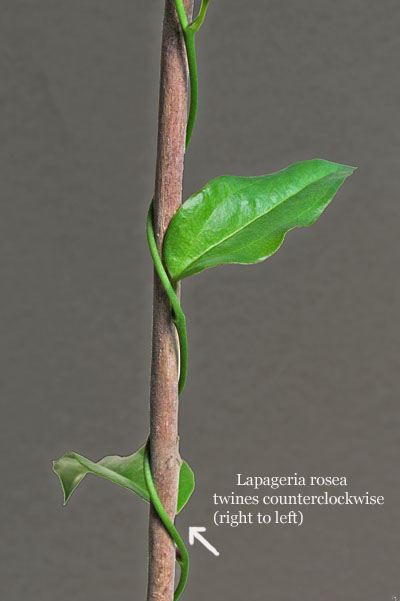
Tija

Lapageria és un gènere de plantes amb flors monotípic. La seva única espècie és Lapageria rosea, coneguda a Xile com copihue. L. rosea és la flor nacional de Xile. Creix al sud del país especialment a la Selva valdiviana.

## Botànica
Lapageria rosea està emparentada amb Philesia magellanica (sinònim P. buxifolia) Philageria veitchii és un híbrid entre L. rosea i P. magellanica.
Lapageria rosea és una planta enfiladissa perennifòlia que fa fins a 10 m de llargada. Les seves tiges creixen de forma antihorària a l'hemisferi sud però de forma horària a l'hemisferi nord.
Les flors tenen sis tèpals gruixuts i cerosos de color vermell tacats de blanc. El fruit és una baia allargada que conté nombroses llavors cobertes d'un aril comestible.
Les seves rels s'havien recollit com un substitut de la sarsaparilla. L'any 1977 aquesta planta va rebre protecció legal a Xile.
Aquesta planta va rebre el premi de la Royal Horticultural Society, Award of Garden Merit.
N'hi ha nombrosos cultivars